# فيليبين
الفيليبين هو خليط من مركبات كيميائية عزلها كيميائيون في شركة أبجون عام 1955 من الغزل الفطري ثم تستنبت المكونات المرشحة في المتسلسلة الفلبينية (أحد أنواع المتسلسلة وقد كانت تعرف باسم الشعية).
اكتشفت في عينة تربة جمعت من جزر الفلبين، ولذلك سميت باسم فيليبين. لهذه المواد المعزولة فعالية قوية ضد الفطريات.